# The Minute
The Minute (en Español "El Minuto") es el primer sencillo promocional de la cantautora noruega Marion Raven, perteneciente a su más reciente producción discográfica Songs from a Blackbird. El sencillo fue lanzado a través de iTunes en Noruega el día 11 de marzo de 2013, y fue lanzado el 25 de julio de 2014 internacionalmente de manera digital a través de iTunes.
El sencillo fue escrito por el músico noruego Borge Fjordheim y Marion Raven. El sencillo muestra un gran cambio en la evolución musical de Raven ya que al igual que el sencillo anterior, 'Colors Turn to Grey', deja atrás el rock para presentar su nuevo estilo mucho más sutil y sincero, un pop que podría entrar en la categoría del Dream Pop o Pop-Folk, utilizando piano, guitarras eléctricas, acústicas y violines entre otros instrumentos que realmente enriquecen la canción. El sencillo ha gozado de cierta popularidad en Noruega y ha logrado colocarse en la radio noruega bastante bien.
The Minute ha sido presentado ya en la televisión en Noruega a través de los programas de TV2, 'Senkveld' ('Tarde Por la Noche') y 'God Morgen Norge' ('Buenos Días Noruega'), cabe señalar que estos son los programas nocturno y matutino respectivamente, más vistos en dicho país. Entre las presentaciones más importantes de este sencillo se encuentra la de la VG-lista Topp 20 edición 2013 del día 21 de junio en Oslo, Noruega.

## Vídeo musical
El 22 de julio de 2014, el vídeo tuvo su premier a través del sitio web Stern.de. La versión de The Minute que suena en el vídeo es una versión recortada de la canción original incluida en el álbum "Songs From a Blackbird".
El vídeo musical lanzado para Noruega en el 2013, es realmente muy simple, muestra a Raven y su nueva banda tocando la canción en vivo en un set preparado especialmente para una sesión acústica, la versión de la canción que puede escucharse en el vídeo no es la misma versión del sencillo de iTunes, es el audio original grabado durante las grabaciones del vídeo musical, el vídeo fue grabado en Noruega y dirigido por 'Deniz Productions', durante la sesión de grabación de 'The Minute' también se grabaron vídeos en vivo para 'Start Over' y 'Rest Your Head'  a dueto con Thom Hell.
El 16 de junio de 2014 Raven anunció que se encontraba en Múnich, Alemania grabando un nuevo vídeo musical para el lanzamiento internacional de The Minute, sencillo que fue previsto para el 25 de julio de 2014 en todas las tiendas digitales de iTunes. El lanzamiento internacional de la reedición de Songs from a Blackbird fue el 8 de agosto de 2014, The Minute es el primer sencillo promocional.

## Versiones
- The Minute (Album/Single Version) - 4:02
- Live Version (Norwegian Music Video) - 4:00
- Video Version (International Music Video) - 3:31